# Phenglutarimide
Phenglutarimide (tên thương hiệu Aturbal, Aturbane) là thuốc kháng cholinergic được sử dụng  như là một tác nhân chống giun sán.